# Wyczółki (wieś w powiecie łosickim)
Wyczółki – wieś sołecka w Polsce położona w województwie mazowieckim, w powiecie łosickim, w gminie Olszanka.